# 関門捉賊
関門捉賊（かんもんそくぞく）は兵法三十六計の第二十二計。「門（もん）を関ざして賊を捉（とら）う」「関門」すなわち敵の退路を断ってきっちりと追い込んで、「捉賊」包囲殲滅する戦術。

## 概要
敵の退路を断つのにもっぱら地形、建築物や伏兵に頼って戦闘をする必要は無く、講和停戦を餌にして城砦の内側のような逃げられない場所に敵を誘導してから一気に襲う策もある。
我が敵より十分に優勢であれば、窮鼠猫を噛む可能性を恐れる必要は無いので、敵を包囲殲滅できる好機を逃してはならない。逃走している敵を追撃することを戒めるのは、逃走が陽動であれば、追跡した部隊がワナや伏兵に襲われるからである。「賊」とは、奇襲部隊であり、遊撃部隊であり、我を撹乱疲労させることを狙っている部隊とも解することができる。呉子には、一人の死ぬ気の賊を放ち千人で追跡しても、この千人は一人の賊を恐れるという趣旨のことを書かれているが、すなわち、逃げ隠れして居場所が分からずいつでもこちらを奇襲できるような必死の決意にある敵の部隊を追うのは危険であり効率も悪い。故に、そもそも捕らえられるものはすぐに捕らえて以後逃がさないことに労力を払うべきで、逃げたなら徒に急迫することは避けるべきなのである。（欲擒姑縦）

## 事例
紀元前260年、趙軍は自軍が大軍であることを頼みに、白起率いる秦軍に向けて出撃したが、伏兵によって完全に分断・包囲されてしまった。白起はすかさず秦本国から援軍を召喚し、包囲を幾重にも固めたため、趙軍には一切の兵糧も届かなくなった。数十日間も兵糧が絶えたことで趙軍は敗れ、40万人という前代未聞の大人数が秦の捕虜となった(長平の戦い)。大量の飢えた捕虜にあてる食糧がなかった秦軍は反乱を恐れ、捕虜を取引材料とせず自国の奴隷ともせず、数百人の少年兵を除いて、欺いて連れ出して、ことごとく生き埋めにして殺してしまった。その結果、趙は急激に弱体化して戦国時代が収束する一因となった。